# 肇事逃逸
肇事逃逸係指發生交通事故後，肇事者對於傷、亡之被害人或毀損車輛、物品，沒有立即採取救護或其他必要措施，也沒有向警察機關報案，即逕行逃離現場的情形，在许多国家的法律中，这都是一种犯罪行为。
立法目的是為了讓車禍發生時，肇事者因為有肇事逃逸罪的規範，進而增加留在現場並幫助、救護被害人的機率，減少因為延誤就醫而產生的無謂傷亡，以提升公共安全。

## 法律

### 中国大陆
根据《道路交通事故处理程序规定》第第一百一十二条，肇事逃逸的定义为“发生道路交通事故后，当事人为逃避法律责任，驾驶或者遗弃车辆逃离道路交通事故现场以及潜逃藏匿的行为”。
1997年3月14日第八届全国人民代表大会第5次会议修订，同日中华人民共和国主席令第83号公布，自1997年10月1日起施行的《中华人民共和国刑法》第133条规定：
- 交通肇事后逃逸或者有其他特别恶劣情节的，处3年以上7年以下有期徒刑。
- 因交通肇事逃逸致人死亡的，处7年以上有期徒刑。

2003年10月28日第10届全国人民代表大会常务委员会第五次会议通过，同日中华人民共和国主席令第八号公布，自2004年5月1日起施行的《中华人民共和国道路交通安全法》第101条第2款：“造成交通事故后逃逸的，由公安机关交通管理部门吊销机动车驾驶证，且终生不得重新取得机动车驾驶证。”

### 香港
第374章 《道路交通條例》 ── 第56條 發生意外時停車的責任
凡因有車輛在道路上而有意外發生，以致並非該車輛司機的人身體受傷；或下述者受到損害─
1. 車輛，但不包括該車輛或該車輛所拖曳的拖車；
2. 動物（任何馬、牛、驢、騾、綿羊、豬或山羊），但不包括該車輛或該車輛所拖曳的拖車之內或之上的動物；或
3. 不在該車輛或該車輛所拖曳的拖車之內或之上的任何其他東西，

則該車輛的司機必須停車。否則，即屬犯罪，可處罰款10000港元及監禁12個月，以及被記5分。

### 澳門
1993年，第16/93/M號法令核准的《道路法典》第62條(遇難人之遺棄)：
1. 導致事故發生之駕駛員自願遺棄事故受害人，按其不作為之結果或受害人所受之危險，處最高3年徒刑或罰金。
2. 遺棄發生於行為人已確定受害人被遺棄可能引起之結果後，仍接受或放任此結果發生，則處不作為犯之故意犯罪相應之刑罰。
3. 因行為人之過失而造成之行為，按其罪過之程度及不作為之結果，處1年以下徒刑。

2007年通過、命令公佈、生效的第3/2007號法律道路交通法第88條遺棄受害人：
1. 致交通事故發生後遺棄交通事故受害人者，科處最高3年徒刑或罰金。
2. 行為人確定受害人如被遺棄可能會產生的結果，但仍接受或漠視該等結果而遺棄受害人，科處與不作為犯的故意犯罪相應的刑罰。
3. 如第一款所指行為是由行為人的過失導致，則科處最高1年徒刑或最高120日罰金。

### 臺灣
中華民國的肇事逃逸法規計有：

#### 行政罰
《道路交通管理處罰條例》自從中華民國57年（1968年）制定公布施行以來，汽車肇事逃逸的行政罰是：
| 法源                                        | 立法日期   | 公布日期   | 施行日期   | 汽車駕駛人肇事逃逸，無人傷亡                       | 汽車駕駛人肇事致人傷亡逃逸                                                        | 駕駛人肇事時，汽車所有人同車不命駕駛人停車處理                                                     |
| ------------------------------------------- | ---------- | ---------- | ---------- | -------------------------------------------------- | --------------------------------------------------------------------------------- | -------------------------------------------------------------------------------------------------- |
| 道路交通管理處罰條例 第56、60條             | 1968-01-24 | 1968-02-05 | 1968-05-01 | 吊扣駕駛執照3至6個月                               | 吊銷駕駛執照1年                                                                   | 吊扣所駕車輛牌照3至6個月                                                                           |
| 道路交通管理處罰條例 第62、67條修正公布全文 | 1975-07-11 | 1975-07-24 | 1976-01-01 | 吊扣駕駛執照3至6個月                               | 吊銷駕駛執照，不得考領                                                            | 吊扣所駕車輛牌照6個月至1年                                                                         |
| 道路交通管理處罰條例 第62、67條修正公布全文 | 1986-05-13 | 1986-05-21 | 1987-07-01 | 吊扣駕駛執照3至6個月                               | 吊銷駕駛執照，不得考領                                                            | 吊扣所駕車輛牌照6個月至1年                                                                         |
| 道路交通管理處罰條例 第62、67條             | 1996-12-31 | 1997-01-22 | 1997-03-01 |                                                    | 吊銷駕駛執照，不得考領                                                            | 吊扣所駕車輛牌照6個月至1年                                                                         |
| 道路交通管理處罰條例 第62、67、67-1條       | 2005-12-09 | 2005-12-28 | 2006-07-01 | 吊扣其駕駛執照1至3個月以及處新臺幣1000至3000元罰鍰 | 吊銷駕駛執照，不得考領期間是：致人死亡12年至終身、致人重傷10年至終身、致人受傷1年 | 吊扣所駕車輛牌照1至3個月（經通知汽車所有人到場說明，無故不到場說明，或不提供汽車駕駛人相關資料者） |

#### 刑罰
1999年3月30日，增訂《中華民國刑法》第185條之4，4月21日公布，開始明定：「駕駛動力交通工具肇事，致人死傷而逃逸者，處六月以上五年以下有期徒刑。」

2013年5月31日修正6月11日公布的刑法，提高刑度為1年以上，7年以下有期徒刑。
2021年5月21日修正5月28日公布的刑法：「駕駛動力交通工具發生交通事故，致人傷害而逃逸者，處六月以上五年以下有期徒刑；致人於死或重傷而逃逸者，處一年以上七年以下有期徒刑。」但增加第2項：「犯前項之罪，駕駛人於發生交通事故致人死傷係無過失者，減輕或免除其刑。」

#### 大法官解釋
1991年9月13日，司法院大法官表示，汽車駕駛人肇事致人死傷，吊銷駕駛執照不違憲。
2001年10月9日，司法院大法官表示，汽車駕駛人肇事致人死傷，不但吊銷駕駛執照不違憲，終身不得考領駕駛執照也不違憲，但也表示：「惟凡因而逃逸者，吊銷其駕駛執照後，對於吊銷駕駛執照之人已有回復適應社會能力或改善可能之具體事實者，是否應提供於一定條件或相當年限後，予肇事者重新考領駕駛執照之機會，有關機關應就相關規定一併儘速檢討，使其更符合憲法保障人民權益之意旨。」

### 美国
在美國，肇事逃逸的定義以及罰則端看個別州級行政區。